# ポーリン・ケイル
ポーリン・ケイル (Pauline Kael, 1919年6月19日 - 2001年9月3日) はアメリカ合衆国出身の女性映画批評家。1968年から1991年まで執筆したザ・ニューヨーカー誌の映画評で有名であり、アメリカでも最も影響力のある評論家として知られていた。

## 経歴
カリフォルニア州ペタルマ出身。両親はポーランドから来たユダヤ人の移民で、養鶏場を営んでいた。ケイルが8歳のときに親は養鶏場をやめてサンフランシスコに移った。カリフォルニア大学バークレー校で哲学や文学を学ぶが、中退。
1953年、雑誌City Lightsの編集者に誘われて映画評を書くようになる。その後McCall'sやThe New Republicで働く。
1965年に出版した初の映画批評集『I Lost It at the Movies』が150,000部を売り上げ、ベストセラーとなる。
1968年から『ザ・ニューヨーカー』で映画批評を書くようになる。最初の作品は『俺たちに明日はない』であった。
1974年、『Deeper into the Movies』で全米図書賞を受賞。
2001年9月3日、パーキンソン病のためマサチューセッツ州バークシャー郡の自宅で死去した。82歳没。

## 批評
好き嫌いのはっきりした批評で知られる。1969年に書いた『2001年宇宙の旅』評では次のように述べた。

## 翻訳された著書
- 小池美佐子 [訳]『スキャンダルの祝祭』新書館、1987年1月。ISBN 4403240313。 NCID BN01080656。 (ポーリーン・ケール名義)
- 浅倉久志 [訳]『映画辛口案内 私の批評に手加減はない』晶文社、1990年7月。ISBN 4794958838。 NCID BN05269654。
- 柴田京子 [訳]『今夜も映画で眠れない : ポーリン・ケイル集』東京書籍〈アメリカ・コラムニスト全集9〉、1992年11月。ISBN 4487761344。 NCID BN08358557。
- 山田宏一 [監修]、畑中佳樹 [訳]、柴田元幸 [訳]、斎藤英治 [訳]『明かりが消えて映画がはじまる : ポーリン・ケイル映画評論集』草思社、2003年10月。ISBN 4794211929。 NCID BA64301372。

## 参照
1. 1 2 3  Van Gelder, Lawrence (2001年9月4日). “Pauline Kael, Provocative and Widely Imitated New Yorker Film Critic, Dies at 82”. The New York Times 2008年3月25日閲覧。
2. ↑  “Remembering Pauline Kael”.   New Yorker. 2006年9月1日閲覧。
3. ↑  Thomson, David (2002). "Pauline Kael." The New Biographical Dictionary of Film. New York: Alfred A. Knopf. ISBN 0-3757-0940-1. p. 449-50.
4. ↑  Van Gelder, Lawrence (2001年9月4日). “Pauline Kael, Provocative and Widely Imitated New Yorker Film Critic, Dies at 82” (英語). The New York Times. ISSN 0362-4331 2017年11月5日閲覧. "Pauline Kael, who expressed her passion for movies in jaunty, jazzy prose as the longtime film critic for The New Yorker, died yesterday at her home in Great Barrington, Mass. She was 82."
5. ↑  Kael, Pauline (February 1969). “Trash, Art, and the Movies”. Harper's.
6. ↑  ヴィンセント・ロブロット 著、浜野保樹、櫻井英里子 訳『映画監督 スタンリー・キューブリック』晶文社、2004年9月5日、274頁。